# Donkey Kong Jr.
Donkey Kong Jr. (ドンキーコングJR, Donkī Kongu Junia) est un jeu vidéo de plates-formes développé par Nintendo R&D1 et édité par Nintendo. Le jeu est sorti sur borne d'arcade en 1982. Il s'agit de la suite du jeu d'arcade Donkey Kong. Le joueur contrôle le fils de Donkey Kong, Donkey Kong Junior, qui doit délivrer son père capturé par Mario.

## Système de jeu
Donkey Kong Jr. est un jeu de plates-formes dans lequel le joueur incarne Donkey Kong Junior qui, à travers les quatre niveaux que comportent le jeu, doit sauver son père, Donkey Kong, qui a été capturé par Mario. Le joueur doit atteindre Mario en haut des plateformes en évitant divers obstacles comme dans le jeu Donkey Kong. Contrairement à ce dernier, le joueur peut utiliser des lianes sur lesquelles Donkey Kong Junior peut s'agripper et grimper. Il peut s'agripper à deux lianes en même temps, ce qui lui permet de se déplacer plus rapidement.

## Commercialisation

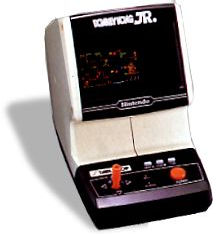
Donkey Kong Jr. est adapté en Game & Watch tabletop en 1983.

Donkey Kong Jr. est d'abord sorti en 1982 sur borne d'arcade et est ensuite sorti sur plusieurs autres plates-formes. La même année, il sort sur Intellivision et sur ColecoVision. Il sort en 1983 sur Atari 2600, en 1986 sur Nintendo Entertainment System et en 1988 sur Famicom Disk System.
Le jeu est adapté sur Game & Watch dans les formats New Widescreen en 1982 et Tabletop et Panorama en 1983.
Il est possible de débloquer Donkey Kong Jr. dans le jeu Animal Crossing sur GameCube.
Sur Wii, le jeu est disponible en téléchargement sur la console virtuelle depuis le 2 décembre 2006 au Japon, le 4 décembre 2006 en Amérique du Nord et le 22 décembre 2006 en Europe,,.
Nintendo distribue le jeu dans le cadre du programme ambassadeur 3DS gratuitement aux personnes ayant acheté la Nintendo 3DS avant le 12 août 2011. Le jeu devient ensuite disponible aux autres utilisateurs à l'achat le 23 août 2012.
Sur Nintendo Switch, le jeu devient disponible en téléchargement dans la collection Arcade Archives à partir du 21 décembre 2018. Toujours sur Nintendo Switch, la version Nintendo Entertainment System du jeu devient disponible aux abonnés du Nintendo Switch Online à partir du 15 mai 2019.

## Accueil
Au Japon, Donkey Kong Jr. est le huitième jeu d'arcade le plus profitable de l'année 1982 selon le magazine Game Machine.

## Postérité
Donkey Kong Jr. entraîne la sortie en 1983 sur Famicom et en 1985 sur Nintendo Entertainment System d'un spin-off ludo-éducatif nommé Donkey Kong Jr. Math. Le jeu reprend le gameplay et deux niveaux de Donkey Kong Jr., à la différence que le joueur doit accomplir des calculs mathématiques pour pouvoir progresser.
Donkey Kong Jr. est un personnage jouable dans Super Mario Kart sur Super Nintendo, Mario's Tennis sur Virtual Boy, ainsi que Mario Tennis sur Nintendo 64,,. Après une longue absence, il réapparaît en personnage jouable dans le jeu mobile Mario Kart Tour.